# Miejskie Przedsiębiorstwo Komunikacyjne w Gnieźnie

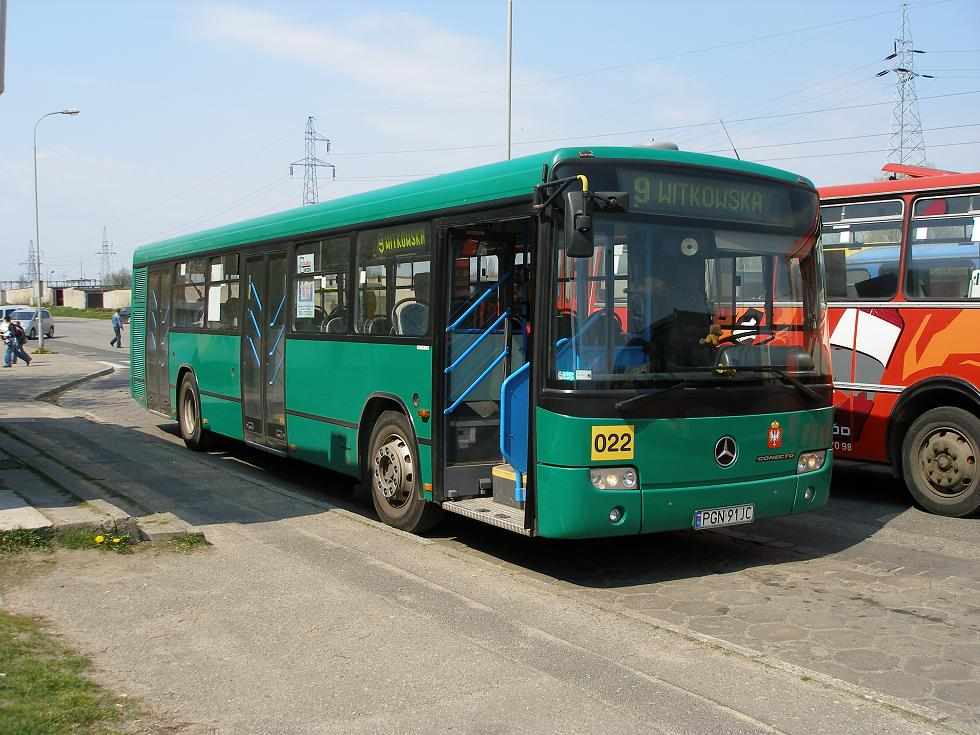
Mercedes O345 w poprzednim malowaniu

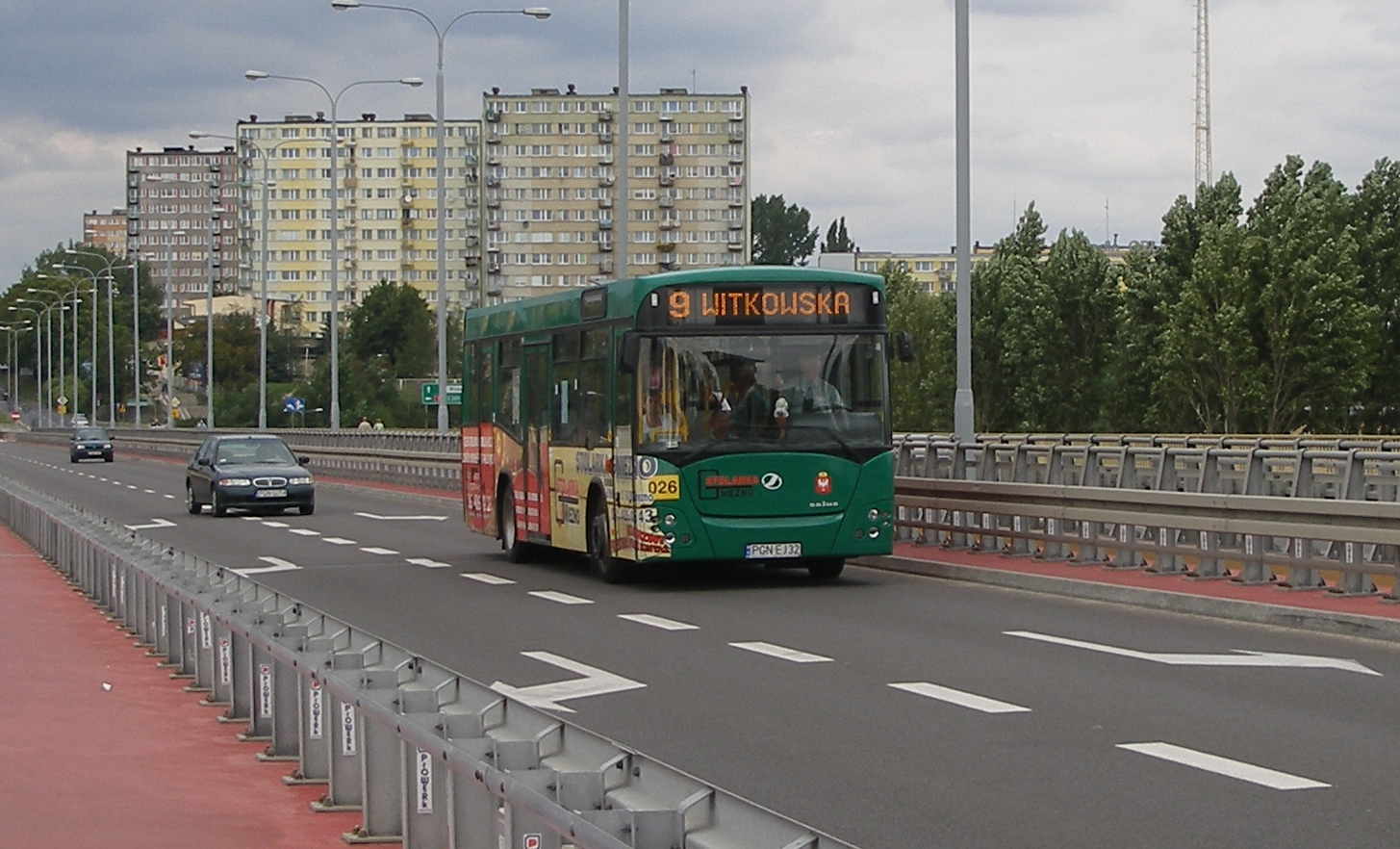
Jelcz M101I w poprzednim malowaniu

Miejsce Przedsiębiorstwo Komunikacyjne w Gnieźnie powstało 15 września 1957 roku jako Zakład Komunikacji podlegający Miejskiemu Przedsiębiorstwu Gospodarki Komunalnej i Mieszkaniowej w Gnieźnie. 1 sierpnia 1997 roku przedsiębiorstwo przekształcono w spółkę z ograniczoną odpowiedzialnością w której 100% udziałów posiada gmina miejska Gniezno.

## Historia[1]
W początkowym okresie działalności komunikacji miejskiej w Gnieźnie funkcjonowały trzy linie autobusowe, a tabor składał się z pojazdów Star N52. Siedziba firmy znajdowała się przy ul. Wesołej na os. Grunwaldzkim w Gnieźnie.
Linie:
- nr 1 – Winiary – Pustachowa
- nr 2 – Skiereszewo – Arkuszewo
- nr 3 – Piekary – Las Jelonek

W latach 1963 – 1970 firma działała jako samodzielna jednostka organizacyjna – Miejski Zakład Komunikacyjny posiadający w swojej flocie 37 autobusów (głównie San H25B), które realizowały rocznie 1.645.959 wozokilometrów. W 1970 roku został on ponownie podporządkowany Miejskiemu Przedsiębiorstwu Gospodarki Komunalnej i Mieszkaniowej jako Zakład Komunikacji Autobusowej. W tym czasie linie autobusowe obsługiwane były głównie przez autobusy San H100.
1 lipca 1976 roku Zakład Komunikacji Autobusowej włączono do Wojewódzkiego Przedsiębiorstwa Komunikacyjnego w Poznaniu. Od tego okresu aż do połowy lat 90. XX wieku gnieźnieńskie linie autobusowe obsługiwane były głównie przez Autosany H9-35.
1 lipca 1982 roku Decyzją Wojewody Poznańskiego powstało Miejskie Przedsiębiorstwo Komunikacyjne w Gnieźnie, które po roku 1983 posiadało w swoim taborze 73 autobusy marki Autosan H9-35, zatrudniało blisko 300 osób i obsługiwało 38 linii komunikacyjnych (w tym 19 miejskich i 13 podmiejskich w gminach: Gniezno, Niechanowo, Czerniejewo, Kłecko, Łubowo).
1 sierpnia 1997 roku przedsiębiorstwo przekształcono w spółkę z ograniczoną odpowiedzialnością, w której 100% udziałów posiada gmina miejska Gniezno. Spółka posiadała w tym okresie 60 autobusów (poza Autosanami H9-35, A10-10M, H10-11 również 5 sztuk używanych pojazdów marki DAF MB200 i później także 12 sztuk mini autobusów Kapena City 7,5), przewoziła pasażerów na 24 liniach oraz zatrudniała 207 osób. W okresie tym zmodernizowano zaplecze techniczne zajezdni oraz zbudowano nowoczesną stację kontroli pojazdów. Modernizacja stanowisk naprawczych umożliwiła obsługę autobusów o długości do 12 metrów. Zmieniono oznaczenia linii komunikacyjnych. Następnie je redukowano. Tak wycofane zostały linie: 1, 14, B oraz zmniejszano liczbę kursów dobowych poszczególnych linii.
Po restrukturyzacji przedsiębiorstwa w latach 1998 – 2001 zadania transportowe realizowały 54 jednostki autobusowe, w tym autobusy Autosan H9-35 (34 szt.), Autosan A10-10M (1 szt.), Mercedes-Benz (1 szt.), DAF MB200 (5 szt.), Kapena City (12 szt.), Autosan H10-11 (1 szt.). Po 2000 r. MPK Gniezno rozpoczęło sukcesywne wymienianie taboru na nowoczesny. I tak zaczęto od Mercedesa O345 Conecto nr taborowy 019, który MPK kupiło jako nowy, następnie kolejne i tak przez lata do liczby 7 sztuk. Po drodze kupiono Neoplany N4011 (4 sztuki), N4010 i N4009 (po 1 sztuce) w latach 2005-2007 jako nowe kupione zostały Jelcze M101I Salus w liczbie 3 sztuk, a także sporo używanych Mercedesów O405N i O405NK, 3 sztuki Solaris Urbino 10 II (2 sztuki z lotniska Okęcie 042,043 i 1 sztuka ze Szwajcarii 041). W latach 2011–2012 zakupiono 4 sztuki fabrycznie nowych Solarisów Urbino 10 III, następnie kilka używanych Mercedesów O405NK (tak, aby do końca wyeliminować Autosany H9), a rok 2016 przyniósł sporo zmian: od wcześniejszej zmiany prezesa (2014), do zmiany logo, umundurowania, malowania pojazdów, rozkładu jazdy, aż do sporych zmian taborowych. Wycofano wszystkie Autosany pozostawiając jeden jako pojazd historyczny nr. taborowy 406 i jeden jako holownik oraz sprzedano wszystkie Neoplany. Zakupiono za to 5 sztuk MAN-ów klasy MIDI oraz 9 sztuk używanych Mercedesów O530 Citaro. W 2017 roku podpisano umowę z firmą Solaris BUS & Coach na dostawę 12 sztuk fabrycznie nowych Solarisów Urbino 10,5 IV generacji, które w połowie roku 2018 trafiły do Gniezna.
Od 2019 roku sukcesywnie zaczęto zakupywać Solarisy Urbino 12 III wyeliminowując Mercedesy O530 Citaro. Do końca 2022 roku we flocie było już 15 Solarisów Urbino 12 III (6 kupionych z austrii i 9 zakupionych od poznańskiego przewoźnika). W styczniu 2023 sprzedano 3 MANy kończąc karierę kolejnej marki we flocie gnieźnieńskiego MPK.W 2023 roku podpisano umowę na dostawę 10 autobusów Solaris Urbino 12 electric IV generacji a w październiku 2024 roku przyszły pierwsze 5 z planowanych 10 sztuk autobusów elektrycznych. Oficjalnie na linie miejskie autobusy te wyjechały 04.11.2024.W marcu 2025 roku dostarczono do MPK kolejne 5 autobusów elektrycznych i ich aktualna liczba wynosi 10. Zakup autobusów elektrycznych doprowadził do wycofania 4 z 5 Mercedesów Conecto jednym, który jeszcze pozostał w MPK jest to Mercedes Conecto o numerze 036. W lutym 2025 doszło do już drugiej awarii tego samego autobusy Solaris Urbino 12 Electric o numer 102 wskutek nagłej utraty baterii. W stałym kursowaniu zostały jedynie Solarisy Urbino 10, 10,5 ,12 i 12 electric oraz 1 Mercedes Conecto O345.
W styczniu 2023 roku wszystkie pojazdy były klimatyzowane i większość niskopodłogowa, poza pozostałymi Mercedesami O345, które są wysokopodłogowe.

## Współczesne MPK Gniezno

### Linie
Gnieźnieńskie MPK obsługuje obecnie na terenie miasta Gniezna i terenach bezpośrednio przylegających do granic administracyjnych 23 linii komunikacyjnych
| Numer linii | Rodzaj                           | Dzielnice/główne ulice |
| ----------- | -------------------------------- | --- |
| N1          | nocny                            | Lednicka – Budowlanych – Centrum – Ludwiczaka – Pustachowska                                                                  |
| N2          | nocny                            | Pustachowska – Armii Krajowej – Witkowska – Centrum – Żwirki i Wigury – Lednicka                                              |
| 2           | miejska, normalna                | Wierzbiczany K. – Reymonta – Roosevelta – Centrum – Poznańska                                                                 |
| 3           | miejska, normalna                | Wierzbiczany K./Wschodnia – Reymonta – Roosevelta – Centrum – Pustachowska                                                    |
| 4           | miejska, szkolna                 | Kostrzewskiego – Pustachowska –Kawiary                                                                                        |
| 5           | miejska, szkolna                 | Lednicka – Centrum – Kolejowa – Kawiary                                                                                       |
| 7           | miejska, normalna                | Poznańska – Centrum – Gdańska/Lednicka                                                                                        |
| 8           | miejska, normalna                | Skierszewo – Orzeszkowej – Kostrzewskiego – Centrum – Budowlanych – Fabryczna                                                 |
| 9           | miejska, normalna                | Lednicka (lub Gdańska) – Budowlanych, Centrum – Witkowska (lub Kolejowa)                                                      |
| 10          | miejska, normalna                | Lednicka – Centrum – Pyszczynek                                                                                               |
| 11          | miejska, normalna                | Pyszczyn (Krzyszczewo) – Centrum – Pustachowska                                                                               |
| 12          | podmiejska, normalna             | Wełnica/Lednicka – Biskupińska – Centrum – Piekary (Żerniki)/Obora                                                            |
| 13          | miejska, normalna                | Wełnica/Lednicka – Centrum – Ludwiczaka – Jabłoniowa                                                                          |
| 15          | miejska, szkolna                 | Wełnica – Jankówko – Wierzbiczany, Roosevelta, Budowlanych – Paczkowskiego                                                    |
| 16          | miejska, szkolna                 | Jabłoniowa – Skiereszewo – Czarnieckiego                                                                                      |
| 17          | miejska, normalna                | Lednicka – Budowlanych, Roosevelta – Centrum – os. Grunwaldzkie – Pustachowska                                                |
| 22          | miejska, weekendowa              | Wierzbiczany K. – Roosevelta – Reymonta – Centrum – Poznańska – Swarzędzka – Orzeszkowej – Dalkoska – Ludwiczaka – Jabłoniowa |
| 31          | miejska, szczytowa               | Cielimowo – Wrzesińska – Dworzec Kolejowy                                                                                     |
| 32          | wakacyjna                        | Gniezno Dworzec – Niechanowo, Witkowo – Skorzęcin Plaża                                                                       |
| 33          | wakacyjna                        | Gniezno Dworzec – Niechanowo, Witkowo, Powidz, Przybrodzin – Ostrowo                                                          |
| L           | Dodatkowa, pracownicza           | Lulkowo ZZO – Dworzec Gniezno – Zajezdnia MPK "Wesoła"                                                                        |
| G           | Dodatkowa, pracownicza           | ZK Gębarzewo – Gniezno |
| A           | Dodatkowa, cmentarz, 31.10-01.11 | Lednicka/Reymonta – Cmentarz Krzyża – Cmentarz Witkowska                                                                      |

Poza granice administracyjne miasta wyjeżdża 6 linii autobusowych. Łączą one miejscowości najbliższe miastu – oprócz linii 12, która z ostatniego przystanku przy ul. Kłeckoskiej (pomijając Żerniki) musi pokonać ok. 5 km, dlatego też linia 12 została nazwana "podmiejską". (Wszystkie linie oprócz 4, 5, 15, i 16 dojeżdżają do głównego dworca PKP)

### Podstawowe dane
| Wartość                              | Liczba                     | Uwagi |
| ------------------------------------ | -------------------------- | --- |
| Liczba autobusów w ruchu liniowym    | 37 [szt]                   | Liczba autobusów floty liniowej. Stan aktualności - luty 2023                                                        |
| Liczba autobusów w ruchu dziennym    | 28 [szt]                   | Liczba autobusów wykorzystywana do obsługi sieci komunikacyjnej miasta w dniu roboczym. Stan aktualności - luty 2023 |
| Liczba przewożonych pasażerów        | 3 212 000 [osób]           | Ilość pasażerów przewieziona autobusami MPK Gniezno w 2022 roku                                                      |
| Liczba wozokilometrów / rok          | 1 773 064 [wozokilometrów] | Liczba wozokilometrów zaplanowana na 2023 rok                                                                        |
| Liczba linii komunikacyjnych         | 19                         | Liczba linii komunikacyjnych. Stan aktualności - luty 2023                                                           |
| Łączna długość linii komunikacyjnych | 200,4 [km]                 | Stan aktualności - luty 2023                                                                                         |
| Liczba przystanków autobusowych      | 232                        | Stan aktualności - luty 2023                                                                                         |

### Załoga MPK Gniezno Sp. z o.o.
Liczba zatrudnionych w MPK Gniezno - 113 osób (stan aktualności - luty 2023):
- 22 pracowników administracji (w tym 7 dyspozytorów ruchu)
- 72 kierowców
- 19 pracowników zaplecza technicznego

### Flota liniowa
| Producent | Nazwa modelu                      | Wysokość podłogi | Klasa pojazdu | Długość pojazdu [m] | Układ drzwi | Liczba [szt] | Numery taborowe                                                 | Lata eksploatacji |
| --------- | --------------------------------- | ---------------- | ------------- | ------------------- | ----------- | ------------ | --------------------------------------------------------------- | ----------------- |
| Solaris   | Urbino 12 (III generacja)         | niskopodłogowy   | MAXI          | 12                  | 2-2-2       | 13           | 084, 085, 086, 087, 088, 089, 090, 091, 093, 094, 095, 097, 098 | 2019 - obecnie    |
| Solaris   | Urbino 10 (III generacja)         | niskopodłogowy   | MIDI          | 10                  | 1-2-2       | 5            | 049, 050, 051, 052                                              | 2009 - obecnie    |
| Solaris   | Urbino 12 (IV generacji) electric | niskopodłogowy   | MAXI          | 12                  | 2-2-2       | 10           | 101,102,103,104,105,106, 107,108,109,110                        | 2024-obecnie      |
| Solaris   | Urbino 10,5 (IV generacja)        | niskopodłogowy   | MIDI          | 10,5                | 2-2-2       | 12           | 072, 073, 074, 075, 076, 077, 078, 079, 080, 081, 082, 083      | 2018 - obecnie    |

### Autobusy historyczne
| Producent                 | Nazwa modelu     | Wysokość podłogi | Klasa pojazdu | Długość pojazdu [m] | Układ drzwi | Liczba [szt] | Numery taborowe                                         | Lata eksploatacji w MPK Gniezno   |
| ------------------------- | ---------------- | ---------------- | ------------- | ------------------- | ----------- | ------------ | ------------------------------------------------------- | --------------------------------- |
| Mercedes-Benz             | Mercedes O405NK2 | niskowejściowy   | MIDI          | 10                  | 2-2-2       | 1            | 033                                                     | 2007-obecnie (rok produkcji 1996) |
| Sanocka Fabryka Autobusów | Autosan H9-35    | wysokopodłogowy  | MIDI          | 9,3                 | 2-0-2       | 1            | 406 (oznaczenie numerem taborowym usunięte po remoncie) | 1994-obecnie (rok produkcji 1994) |

### Inne pojazdy
- Opel Vivaro – pojazd osobowy/transportowy
- Volkswagen Caddy – nadzór ruchu
- Jelcz M101I – dawny numer boczny 026, obecnie holownik, pogotowie techniczne

Uwagi:
- Autobusy niskopodłogowe posiadają maksymalnie obniżoną podłogę na całej długości pojazdu. Dostęp do wnętrza pojazdu realizowany jest przez drzwi które nie posiadają stopni.
- Autobusy średniopodłogowe nie posiadają maksymalnie obniżonej podłogi. Dostęp do wnętrza pojazdu odbywa się przez drzwi posiadające 1 stopień.
- Autobusy niskowejściowe posiadają obniżoną podłogę w przedniej i środkowej części pojazdu. Pierwsze i drugie drzwi pojazdu nie posiadają stopni.
- Autobusy wysokopodłogowe nie posiadają obniżonej podłogi. Dostęp do wnętrza pojazdu realizowany jest przez drzwi wyposażone w 2 lub 3 stopnie.

### Malowanie pojazdów i cechy identyfikacyjne
- Do 1995 roku autobusy malowane były w barwy biało-czerwone (czerwony pas dolny, reszta pojazdu biała z wąskim pasem na wysokości podszybia w kolorze czerwonym). Część egzemplarzy malowana była fabrycznie na kolory w odcieniach pomarańczowym i kremowym (jak obecnie jest pomalowany historyczny Autosan H9-35). Wyjątkiem były dwa egzemplarze Autosana H9-35 z początku lat osiemdziesiątych, pomalowane w całości na kolor niebieski (numery taborowe 298 i 299).
- W latach 1996–2010 nowe pojazdy malowane były w całości na kolor ciemnozielony, używane pojazdy posiadały barwy poprzedniego użytkownika i nie były przemalowywane.
- Od roku 2011 obowiązuje jednolite malowanie pojazdów na kolor kanarkowo-żółty oraz nowe systemy znakowania firmowego i nr taborowego (opisane wyżej). Obecnie sukcesywnie wszystkie pojazdy przemalowywane są w barwy żółte przedsiębiorstwa, choć można spotkać jeszcze pojazdy ciemnozielone, to stanowią one skromny już procent wszystkich pojazdów.
- Kierowcy MPK są umundurowani w niebiesko-granatowe uniformy (spodnie ciemnogranatowe, koszula/koszulka z nowym logo błękitna i krawat oraz dodatki tj. Swetry w kolorach granatowych, bluzy i kurtki również w kolorach granatowych i logo). Dawniej tj. do roku 2012 obowiązywało ciemnozielone umundurowanie kierowców takie samo jak obowiązujące w MPK Poznań, a w latach 2013-2015 weszły mundury w kolorach szaro-grafitowych, które obecnie są sukcesywnie wycofywane.

### Pozostałe cechy identyfikacyjne taboru
- Do 1995 roku wszystkie autobusy posiadały oznaczenia identyfikacyjne w formie malowanego numeru taborowego z każdej strony pojazdu oraz herbu z tekstem "MPK Gniezno" na ścianach bocznych.
- W latach 1996–2015 autobusy posiadały jedynie naklejone na przodzie i tyle pojazdu numery taborowe i herb miasta.
- Od roku 2016 wprowadzono nowy standard identyfikacji pojazdów. Pojazdy posiadają naklejone nowe, stylizowane logo "MPK Gniezno" nad przednimi drzwiami wejściowymi, nad tylną szybą oraz na przednim podszybiu. Ponadto na tylnej ścianie oraz boku naklejony jest numer taborowy przewoźnika oraz na ścianie bocznej w okolicy logo przedsiębiorstwa herb miasta Gniezna.

### Numery taborowe
- Do 409 – pojazdy zakupione przed 1995 rokiem (obecnie tylko 1 Autosan H9-35)
- Od 001 – pojazdy zakupione po 1995 roku

W gnieźnieńskim MPK nie istnieje podział numerów taborowych autobusów według typów pojazdów czy przynależności do danej zajezdni autobusowej. Nowo zakupione pojazdy otrzymują kolejny wolny numer taborowy.

### Taryfa opłat
(stan aktualności 31.03.2023)
| Rodzaj                            | Bilet normalny | Bilet ulgowy |
| --------------------------------- | -------------- | ------------ |
| jednorazowy (strefy A-miasto)     | 3,60           | 1,80         |
| 60-minutowy strefy (A i A+B)      | 4,80           | 2,40         |
| 24-godzinny strefy (A i A+B)      | 12,00          | 6,00         |
| jednorazowy strefy (A+B linia 12) | 3,00           | 1,50         |
| jednorazowy rodzinny              | 9,00           | –            |
| za przewóz rzeczy lub zwierząt    | 3,60           | –            |
| miesięczny imienny na 1 linię     | 82,00          | 41,00        |
| miesięczny imienny na 2 linie     | 100,00         | 50,00        |
| miesięczny imienny sieciowy       | 110,00         | 55,00        |
| miesięczny na okaziciela          | 162,00         | –            |
| miesięczny wakacyjny              | 41,00          | –            |
| 10-dniowy imienny sieciowy        | 46,00          | 23,00        |
| 60-dniowy imienny sieciowy        | 200,00         | 100,00       |
| kwartalny imienny sieciowy        | 300,00         | 150,00       |
| miesięczny zintegrowany sieciowy* | 46,00          | 23,00        |

Pozostałe przepisy:
- u kierowcy można kupić tylko bilety 60-minutowy, rodzinny, dobowy, weekendowy. Nie można za to kupić zwykłych biletów jednorazowych
- na terenie miasta Gniezna, osoby, które ukończyły 70 rok życia mogą korzystać z bezpłatnych przejazdów komunikacją miejską pod warunkiem posiadania przy sobie dowodu osobistego lub innego dokumentu ze zdjęciem umożliwiającego potwierdzenie tożsamości i wieku
- bilet 60–minutowy upoważnia do nieograniczonej liczby przejazdów na wszystkich liniach komunikacyjnych MPK sp. z o.o. w Gnieźnie w ciągu 60 minut od jego skasowania
- bilet miesięczny imienny ważny jest od pierwszego do ostatniego dnia miesiąca kalendarzowego
- bilet miesięczny wakacyjny imienny ważny jest na wszystkich liniach dla dzieci i młodzieży szkolnej do ukończenia 18 roku życia na miesiąc lipiec i miesiąc sierpień
- bilet 10-dniowy imienny ważny jest przez 10 kolejnych dni od dowolnej daty wskazanej przez pasażera
- bilet 60-dniowy imienny ważny jest przez 60 kolejnych dni od dowolnej daty wskazanej przez pasażera
- do przejazdów na podstawie biletu miesięcznego imiennego, 10-dniowego imiennego oraz 60-dniowego imiennego uprawniona jest osoba, na rzecz której bilet jest wydany, wraz z dokumentem potwierdzającym jej tożsamość
- bilet jednorazowy rodzinny – jeden przejazd (we wszystkie dni tygodnia): 2 osoby dorosłe i max 4 dzieci (własnych lub przysposobionych) lub 1 osoba dorosła i maks. 5 dzieci (własnych i przysposobionych) – dzieci do 18 lat, z tym że rodzice (opiekunowie prawni) obowiązani są do okazania podczas kontroli dokumentu tożsamości oraz dowolnego dokumentu stwierdzającego tożsamość dziecka
- bilet jednorazowy świąteczny – jeden przejazd w sobotę, niedzielę lub inny dzień świąteczny określony w ustawie jedna osoba dorosła i jedno dziecko do ukończenia 18 roku życia
- bilet weekendowy – dla 2 osób (sobota + niedziela): dowolna liczba przejazdów podczas jednego dowolnie wybranego weekendu
- opłacie za przewóz zwierząt i rzeczy nie podlegają:
  - a) wózki inwalidzkie, z których korzysta osoba niepełnosprawna,
  - b) wózki dziecięce,
  - c) przedmioty przestrzenne podłużne i płaskie nie przekraczające wymiarów:
    - 65x45x25cm,
    - 12x12x150cm,
    - 90x75x10cm;

  - d) małe zwierzęta trzymane na kolanach lub rękach.

### Tabor wycofany z eksploatacji
- Star N52 – 5 szt. (numery taborowe 101, 102, 103, 104, 105)
- San H25B – ? szt.
- San H100 – ? szt.
- Autosan H9-35 9 m – MPK Gniezno eksploatowało w latach 1975 – 1995 około 200 sztuk autobusów tego typu (numery taborowe od 201 do 409 z wyłączeniem nr 347, 348, 349, 350 i 390)
- DAF MB200 11 m – 5 szt. (numery taborowe 001, 002, 003, 004, 005)
- Kapena City 7,5 m – 12 szt. (numery taborowe 007, 008, 009, 010, 011, 012, 013, 014, 015, 016, 017, 018)
- Autosan H10 11 m – 1 szt. (numer taborowy 390)
- Jelcz PR110 12 m – 4 szt. (eksploatacja w latach 1987-1988, numery taborowe 347, 348, 349, 350)
- Autosan A1010M 10m – 1 szt. (wyprodukowany w 1995r, eksploatacja do roku 2013 pod nr taborowym 006)
- Neoplan N4011 10m – 2 szt. (wyprodukowany w 1996 r. , zakupiony w 2005 r. , eksploatacja do 2014-2015 r. pod nr taborowym 024, 025)
- Neoplan N4010 10m – 1 szt. (wyprodukowany w 1994r. , zakupiony w 2005 r. , eksploatacja do 2015 r. pod nr taborowym 028)
- Mercedes 0405N 12m – 2 szt. (wyprodukowane w 1992 i 1993 roku, zakupione w 2008, eksploatacja do 2017 r. nr. taborowe 039, 040)
- Mercedes 0405N2 12m – 1 szt. (wyprodukowany w 1995r. zakupiony w 2014r. eksploatacja do 2017r. pod nr taborowym 057)
- Jelcz M101l eksploatacja w latach 2007-2017 nr. taborowy 035, wycofanie z powodu zatarcia silnika

### Zajezdnie
MPK sp. z o.o. posiada zajezdnię z zapleczem technicznym przy ul. Wesołej 7.
W czasie swojej historii przedsiębiorstwo dysponowało także placami postojowymi:
- na zabudowanym obecnie blokami terenie pomiędzy ulicami Grunwaldzką i Pułkową,
- na zapleczu magazynów przy ulicy 17 Dywizji Piechoty,
- na terenie obecnej fabryki Velux przy ulicy Słonecznej,
- na terenie dawnej jednostki wojskowej przy ulicy Grunwaldzkiej.

### Oferta MPK Gniezno
- przewóz osób na terenie miasta Gniezna
- wynajem pojazdów na przewóz osób na terenie miasta Gniezna
- okręgowa Stacja Kontroli Pojazdów
- kompleks diagnostyczno-naprawczy
- stacja szybkiej obsługi pojazdów
- wynajem powierzchni reklamowej na pojazdach komunikacji miejskiej
- sklep motoryzacyjny
- stacja paliw